# Михайловка (Братский район)
Михайловка (укр. Михайлівка) — село в Братском районе Николаевской области Украины.
Население по переписи 2001 года составляло 96 человек. Почтовый индекс — 55440. Телефонный код — 5131. Занимает площадь 0,427 км².

## Местный совет
55440, Николаевская обл., Братский р-н, с. Сергеевка, ул. Ленина, 1